# RMON
 (décembre 2014).
Si vous disposez d'ouvrages ou d'articles de référence ou si vous connaissez des sites web de qualité traitant du thème abordé ici, merci de compléter l'article en donnant les références utiles à sa vérifiabilité et en les liant à la section « Notes et références ».
Le standard RMON (Remote network Monitoring) est fondé sur l’utilisation du protocole de gestion SNMP et met en jeu deux composants, un gestionnaire SNMP et des agents SNMP prenant RMON en charge. L’association des deux composants est équivalente à un système d’analyseurs réseaux distribués.

## Description
Le rôle du manager SNMP est de collecter par SNMP les données de trafic sur les agents RMON et de les présenter sous forme tabulaire ou graphique. Les agents, aussi appelés sondes RMON, sont chargés de l'analyse et éventuellement de la capture des échanges en un point quelconque du réseau et de répondre aux requêtes du manager SNMP. Une sonde RMON peut aussi être considérée comme un analyseur réseau communicant.
Les sondes RMON ou agent RMON sont disponibles sous plusieurs formes. Il existe des équipements destinés à cette fonction (Netscout, Sniffer distributed), d’autres non destinés à cette fonction mais contenant des agents RMON, comme c’est le cas de certains commutateurs Ethernet. Finalement, les sondes RMON existent sous forme de logiciels à installer sur des systèmes d’exploitation standards Windows ou Linux (Sonde Network General).
Le standard RMON définit des jeux de compteurs de trafic et de fonctions qu’il rassemble dans des groupes numérotés et spécifiés dans des fichiers MIB.
RMON se décline en deux versions, RMON 1 et RMON 2, pour couvrir les 7 couches du modèle OSI.
Le standard RMON 1 a été créé initialement pour avoir des informations sur les échanges réseau dans les couches physique et liaison (Physical et logical link layer) et prend en charge les protocoles Ethernet et Token Ring. 
Le standard RMON1 est défini par le RFC 1757 (Request For Comments) de l’IETF (Internet Engineering Task Force).
Une sonde RMON ou un commutateur Ethernet prenant en charge le standard RMON1 (groupes 1,4,5,6) fournit des statistiques sur le(s) segments Ethernet : 
1. Quantité de paquets et d’octets reçus et transmis globalement sur le segment.
2. Quantité de paquets de broadcast, de multicast et d’erreurs globalement sur le segment.
3. Tailles des paquets et répartition.
4. Quantité de paquets et d’octets reçus et transmis par une adresse Ethernet (MAC).
5. Quantité de paquets et d’octets reçus et transmis pour une paire d’adresses Ethernet dans le sens source vers destination.
6. Quantité de paquets et d’octets reçus et transmis pour une paire d’adresses Ethernet dans le sens destination vers source.
7. Quantité de paquets et d’octets reçus et transmis par les n adresses Ethernet les plus bavardes.

Le standard RMON version 2 a étendu l’analyse du trafic réseau de RMON 1 limité au niveau Ethernet aux protocoles de niveau supérieur tel que TCP/IP. 
Le standard RMON2 est défini par le RFC 2021 (Request For Comments) de l’IETF (Internet Engineering Task Force).
Des informations statistiques sont disponibles au niveau de la couche réseau (IP) et de la couche transport (TCP/UDP).
1. Quantité de paquets et d’octets reçus et transmis par protocole de transport (IP, IPX, AppleTalk etc.).
2. Quantité de paquets et d’octets reçus et transmis par un host IP (adresse IP).
3. Quantité de paquets et d’octets reçus et transmis pour une paire d’adresses IP dans le sens source vers destination.
4. Quantité de paquets et d’octets reçus et transmis pour une paire d’adresses IP dans le sens destination vers source.
5. Quantité de paquets et d’octets reçus et transmis par les n adresses IP les plus bavardes.
6. Quantité de paquets et d’octets reçus et transmis par un host IP (adresse IP) pour une application identifiée par le port TCP/UDP.
7. Quantité nombre de paquets et d’octets reçus et transmis pour une paire d’adresses IP dans le sens source vers destination pour une application identifiée par le port TCP/UDP.
8. Quantité de paquets et d’octets reçus et transmis pour une paire d’adresses IP dans le sens destination vers source pour une application identifiée par le port TCP/UDP.
9. Quantité de paquets et d’octets reçus et transmis par les n adresses IP les plus bavardes pour une application identifiée par le port TCP/UDP.

## RFCs
- RMON1: RFC 2819[3] - Remote Network Monitoring Management Information Base
- RMON2: RFC 2021[2] - Remote Network Monitoring Management Information Base Version 2 using SMIv2
- SMON: RFC 2613[4] - Remote Network Monitoring MIB Extensions for Switched Networks
- Overview: RFC 3577[5] - Introduction to the RMON Family of MIB Modules